# فلوت‌زن جوان
فلوت‌زن جوان (به فرانسوی: Le Joueur de fifre) نام یک نقاشی رنگ روغن است که توسط ادوار مانه نقاش امپرسیونیست فرانسوی در سال ۱۸۶۶ کشیده شده است؛ و اخیراً در موزه اورسی پاریس نگهداری می‌شود.

## تاریخچه
ادوار مانه در سفری به اسپانیا در سال ۱۸۶۵ به پارادو رفت، در آنجا هنر دیه‌گو ولاسکس الهام‌بخش او بود. پس از بازگشت به پاریس در سال ۱۸۶۶، روی تابلو جدیدی که فلوت‌زن ناشناسی از هنگ ارتش اسپانیا را نشان می‌دهد، شروع به کار کرد.